# والد لیک (میشیگان)
والد لیک، میشیگان (به انگلیسی: Walled Lake, Michigan) یک شهر در ایالات متحده آمریکا با جمعیت ۶٬۹۹۹ نفر است که در میشیگان واقع شده‌است.